# Jument de Lord Morton
La jument de Lord Morton fut jadis souvent citée en exemple dans l'histoire de la théorie de l'évolution. 

## Histoire

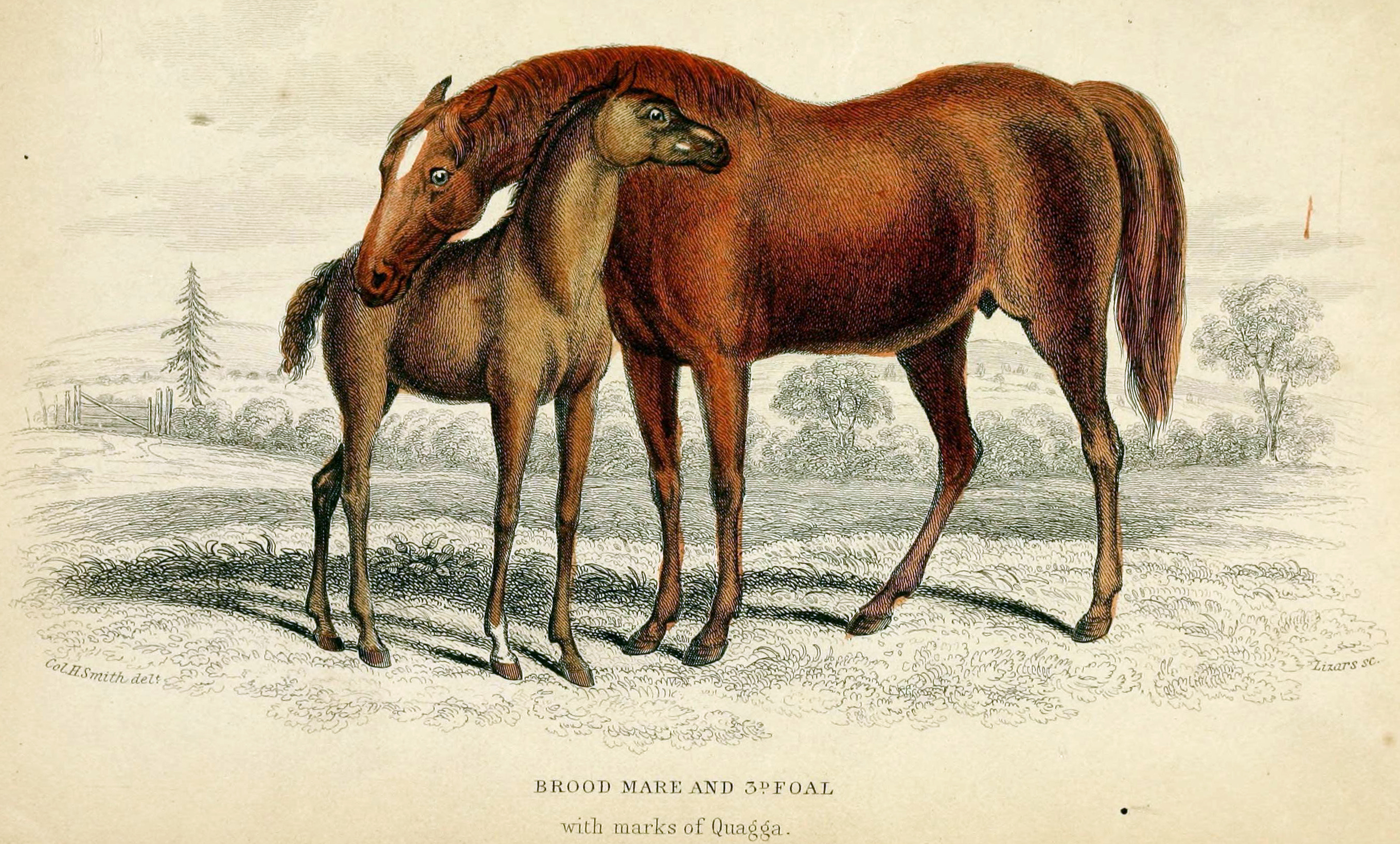
La jument et l'un des petits qu'elle eut plus tard

Dans une lettre datée du 12 août 1820, George Douglas, 16e comte de Morton et membre de la Royal Society, fit savoir au président de cette dernière que, désireux de domestiquer le couagga, il en avait accouplé un à une jument alezane aux sept huitièmes arabe et qu'après deux accouplements postérieurs de cette jument à un étalon noir, il avait constaté que les trois descendants présentaient d'étranges rayures aux jambes comme le couagga. La Royal Society publia la lettre de Lord Morton dans ses Philosophical Transactions en 1821. Dans le même numéro, Daniel Giles signalait que la couleur châtain foncé d'un sanglier prévalait fortement chez certains membres de la portée d'une truie noire et blanche accouplée à ce dernier et qu'elle s'était même retrouvée chez des membres des deux portées suivantes que cette truie avait eues avec des verrats. Ces rapports circonstanciels semblaient confirmer l'idée ancienne d'imprégnation dans la transmissibilité héréditaire : Charles Darwin cita l'exemple de la jument de Lord Morton dans De l'origine des espèces (1859) et De la variation des animaux et des plantes à l'état domestique (1868). L'idée de la télégonie, à savoir que la semence d'un mâle pouvait continuer d'influer sur la progéniture d'une femelle, qu'elle soit un animal ou un humain, provenait d'Aristote et demeura une théorie légitime jusqu'à ce que des expériences réalisées dans les années 1890 confirmassent les lois de Mendel. Les biologistes expliquent maintenant le phénomène observé chez la progéniture de la jument de Lord Morton en parlant d'allèles dominants et récessifs.